# Eplény
Eplény is een plaats (község) en gemeente in het Hongaarse comitaat Veszprém. Eplény telt 489 inwoners (2001).